# Calamagrostis sublanceolata
Calamagrostis sublanceolata är en gräsart som beskrevs av Masaji Masazi Honda. Calamagrostis sublanceolata ingår i släktet rör, och familjen gräs.
Artens utbredningsområde är Taiwan. Inga underarter finns listade i Catalogue of Life.